# Can I Have My Money Back?
| Recensione              | Giudizio    |
| ----------------------- | ----------- |
| Allmusic                | [ 1 ]       |
| Sputnikmusic            | 3.5 (Great) |
| Dizionario del Pop-Rock | [ 3 ]       |

Can I Have My Money Back? è l'album di debutto da solista del cantautore folk scozzese Gerry Rafferty, pubblicato dall'etichetta discografica Transatlantic Records nel 1971.
Nel 2000 la Castle Music Records pubblicò un CD che comprendeva, oltre ai brani di quest'album, dodici tracce bonus, risalenti al periodo in cui Gerry Rafferty militava nel trio folk The Humblebums (con Billy Connolly e Tom Harvey).
Nel 1972 Rafferty, assieme ad altri musicisti (alcuni dei quali compaiono già come sessionmen in quest'album), darà vita al gruppo dei Stealers Wheel con i quali pubblicherà tre albums. Dopo il 1975 si dedicherà nuovamente alla propria carriera come solista, ottenendo alcuni successi in classifica.

## Tracce

### LP
Lato A
Testi e musiche di Gerry Rafferty, eccetto dove indicato.
1. New Street Blues – 2:59
2. Didn't I? – 3:42
3. Mr. Universe – 2:50
4. Mary Skeffington – 2:31
5. The Long Way Round – 4:50
6. Can I Have My Money Back? – 1:51
7. Sign on the Dotted Line – 2:34 (Gerry Rafferty, Joe Egan)

Lato B
Testi e musiche di Gerry Rafferty, eccetto dove indicato.
1. Make You - Break You – 3:29
2. To Each and Everyone – 2:46
3. One Drink Down – 2:50 (Gerry Rafferty, John Patrick Byrne)
4. Don't Count Me Out – 3:49
5. Half a Chance – 4:26
6. Where I Belong – 2:03

### CD
Edizione CD del 2000, pubblicato dalla Castle Music Records (ESMCD 879)
Testi e musiche di Gerry Rafferty, eccetto dove indicato.
1. New Street Blues – 2:59
2. Didn't I? – 3:43
3. Mr. Universe – 2:46
4. Mary Skeffington – 2:36
5. The Long Way Round – 4:51
6. Can I Have My Money Back? – 2:02
7. Sign on the Dotted Line – 2:36 (Gerry Rafferty, Joe Egan)
8. Make You - Break You – 3:31
9. To Each and Everyone – 2:43
10. One Drink Down – 2:50 (Gerry Rafferty, John Patrick Byrne)
11. Don't Count Me Out – 3:49
12. Half a Chance – 3:55
13. Where I Belong – 2:03
14. Look Over the Hill and Far Away – 3:44 – The Humblebums (1969)
15. Patrick – 2:25 – The Humblebums (1969)
16. Rick Rack – 2:52 – The Humblebums (1969)
17. Her Father Didn't Like Me Anyway – 4:38 – The Humblebums (1969)
18. Please Sing a Song for Us – 2:46 – The Humblebums (1969)
19. Blood and Glory – 2:34 – The Humblebums (1969)
20. I Can't Stop Now – 4:55 – The Humblebums (1970)
21. All the Best People Do It – 3:01 – The Humblebums (1970)
22. Steamboat Row – 2:08 – The Humblebums (1970)
23. Shoeshine Boy – 3:19 – The Humblebums (1970)
24. Keep It to Yourself – 3:20 – The Humblebums (1970)
25. My Singing Bird – 3:20 (Tradizionale; arrangiamento di Gerry Rafferty) – The Humblebums (1970)

## Formazione
New Street Blues
- Gerry Rafferty - voce solista, accompagnamento vocale, coro
- Roger Brown - chitarra elettrica
- Tom Parker - tastiere
- Gary Taylor - basso
- Henry Spinetti - batteria
- Joe Egan - accompagnamento vocale, coro

Didn't I?
- Gerry Rafferty - voce solista, chitarra acustica, accompagnamento vocale, coro
- Roger Brown - chitarra acustica
- Tom Parker - pianoforte
- Gary Taylor - basso
- Henry Spinetti - batteria
- Rod King - chitarra steel
- Joe Egan - accompagnamento vocale, coro

Mr. Universe
- Gerry Rafferty - voce solista, chitarra acustica, accompagnamento vocale, coro
- Alan Parker - chitarra elettrica
- Tom Parker - tastiere
- Gary Taylor - basso
- Henry Spinetti - batteria
- Joe Egan - accompagnamento vocale, coro
- Rab Noakes - mystery voices
- Hugh Murphy - mystery voices

Mary Skeffington
- Gerry Rafferty - voce solista, chitarra acustica
- Rab Noakes - chitarra acustica, accompagnamento vocale, coro

The Long Way Round
- Gerry Rafferty - voce solista, accompagnamento vocale, coro
- Tom Parker - pianoforte,  organo
- Joe Egan - accompagnamento vocale, coro

Can I Have My Money Back?
- Gerry Rafferty - voce solista, chitarra acustica, accompagnamento vocale, coro
- Roger Brown - chitarra acustica
- Tom Parker - whistle
- John VanDerrick  - fiddle
- Gary Taylor - basso
- Henry Spinetti - batteria
- Joe Egan - accompagnamento vocale, coro

Sign on the Dotted Line
- Gerry Rafferty - voce solista, accompagnamento vocale, coro
- Alan Parker - chitarra elettrica
- Rod King - chitarra steel
- Tom Parker - tastiere
- Henry Spinetti - batteria

Make You - Break You
- Gerry Rafferty - voce solista, chitarra acustica
- Mr. Z. Jenkins - chitarra elettrica
- Tom Parker - pianoforte
- Andrew Steele - batteria
- Hugh Murphy - tambourine

To Each and Everyone
- Gerry Rafferty - voce solista, chitarra acustica, accompagnamento vocale, coro
- Roger Brown - chitarra acustica
- Tom Parker - harmonium, clavicembalo
- Gary Taylor - basso
- Henry Spinetti - percussioni

One Drink Down
- Gerry Rafferty - voce solista, chitarra acustica, accompagnamento vocale, coro
- Roger Brown - chitarra acustica
- John Van Derrick - fiddle
- Tom Parker - clavicembalo
- Gary Taylor - basso
- Henry Spinetti - batteria
- Joe Egan - accompagnamento vocale, coro

Don't Count Me Out
- Gerry Rafferty - voce, chitarra acustica
- Mr. Z. Jenkins - chitarra elettrica
- Tom Parker - pianoforte
- Gary Taylor - basso
- Andrew Steele - batteria
- Joe Egan - voce

Half a Chance
- Gerry Rafferty - voce solista, accompagnamento vocale, coro
- Alan Parker - chitarra elettrica
- Tom Parker - pianoforte
- Gary Taylor - basso
- Henry Spinetti - batteria
- Joe Egan - accompagnamento vocale, coro

Where I Belong
- Gerry Rafferty - voce, pianoforte

Note aggiuntive
- Hugh Murphy - produttore
- John Whitehead - coordinatore alla produzione
- Gerry Rafferty e Tom Parker - arrangiamenti
- Registrazioni effettuate al: Sound Techniques, Morgan Studios ed al Nova Sound Studios di Londra, Inghilterra
- Jerry Boys, Robin Black, Gerald Chevin e Roger Mayer - ingegneri delle registrazioni
- Nathan Joseph - referenze
- Patrick (John Patrick Byrne) - design e progetto copertina album, dipinto copertina album[5]